# Miejski Stadion Sportowy w Sandomierzu
Miejski Stadion Sportowy w Sandomierzu – stadion sportowy zlokalizowany w Sandomierzu przy ulicy Koseły. Powstał w okresie międzywojennym, lecz obecny wygląd zawdzięcza przebudowie, której dokonano kosztem 17 mln zł w latach 2007–2009. Obiekt może pomieścić 2221 widzów. Od 2004 administratorem stadionu jest Miejski Ośrodek Sportu i Rekreacji w Sandomierzu.
W latach 30. powstało w Sandomierzu boisko do piłki nożnej oraz odcinek bieżni. Stadion został oddany do użytku 3 maja 1932, a pierwszym oficjalnym meczem, który na nim się odbył, było spotkanie pomiędzy gospodarzem – Wisłą Sandomierz – a klubem Strzelec. Podczas okupacji niemieckiej, w trakcie meczu piłkarskiego, oddział partyzancki Jędrusie dokonał wyroku na hitlerowskim przedstawicielu władz miasta.
Modernizacja stadionu nastąpiła w latach 1972–1979, powstały wówczas m.in. bieżnia oraz trybuny. W latach 2007–2009 obiekt został całkowicie przebudowany. 20 maja 2007 wmurowano akt erekcyjny, natomiast oficjalne otwarcie nastąpiło 11 października 2009. Tego samego dnia odbyła się inauguracja nowego obiektu – w ramach turnieju U23 International Challenge Trophy rozegrany został mecz piłkarski pomiędzy Polską U-23 a Portugalią U-23, zakończony bezbramkowym remisem.
Płytę główną stadionu stanowi murawa o wymiarach 100,5 m x 68 m, jest ona nawadniana. Bieżnia lekkoatletyczna składa się z sześciu torów, istnieje także rów z wodą. Ponadto przy trybunie południowej znajduje się prosta o długości 110 m. Obiekt posiada również skocznie i rzutnie. W skład stadionu wchodzą także korty tenisowe, boisko wielofunkcyjne oraz ściana treningowa.
Stadion może pomieścić 2221 widzów. Trybuna południowa (sektory od „H” do „L”) jest dłuższa, lecz niższa od trybuny północnej (sektory od „A” do „G”). Pod tą drugą znajdują się szatnie, magazyny oraz pomieszczenia organizacyjne. Na koronie trybuny zlokalizowano m.in. stanowisko spikera i taras widokowy.